# Vanchium
Vanchium är ett släkte av tvåvingar. Vanchium ingår i familjen fritflugor.
Kladogram enligt Catalogue of Life:
| Vanchium | \| \| Vanchium hexaseta \| \| \| \| \| \| Vanchium shirinae \| \| \| \| |
|          | \| \| Vanchium hexaseta \| \| \| \| \| \| Vanchium shirinae \| \| \| \| |
|          | Vanchium hexaseta                                                       |
|          |                                                                         |
|          | Vanchium shirinae                                                       |
|          |                                                                         |